# Walter Baeten (geschiedkundige)
Walter Baeten (1954) is een Belgisch doctor in de geschiedenis en schrijver. 

## Biografie
Baeten studeerde van 1972 tot 1976 geschiedenis aan de KU Leuven en werkte er verder tot 1979. 
Tussen 1979 tot 1999 was hij onder andere lector aan de bibliotheekschool, bibliothecaris aan het technisch instituut Onze-Lieve-Vrouw (OLVI) en studentenbegeleider aan de Katholieke Hogeschool voor Lerarenopleiding en Bedrijfsmanagement, dat fuseerde tot Arteveldehogeschool in 2000. Sindsdien is Baeten enkel nog actief als studentenbegeleider en in een internationaal uitwisselprogramma HIS-story, waarvan hij mee aan de wieg stond.

## Publicaties
Naast enkele wetenschappelijk publicaties schreef hij ook enkele boeken.
- Vijftig jaar Chiro-zondag. 1934-1984 (1985), Herdenkingsboek[3]
- Patronaten worden Chiro. Jeugdbeweging in Vlaanderen 1918-1950. Leuven (1993)[4]

- Digitale Bibliotheek voor de Nederlandse Letteren: baet012
- Gemeinsame Normdatei: 172697875
- International Standard Name Identifier: 0000 0000 2520 0958
- Library of Congress Control Number: n85153440
- Nederlandse Thesaurus van Auteursnamen: 071369589
- Système universitaire de documentation: 139499377
- Virtual International Authority File: 53125041
- WorldCat: E39PBJxGX9WbQcDqpxKjwYxMT3